# Singapur na Letnich Igrzyskach Olimpijskich 2000
Singapur na Letnich Igrzyskach Olimpijskich 2000 reprezentowało 14 zawodników, 8 mężczyzn i 6 kobiet.

## Skład kadry

### Pływanie
Mężczyźni
- Leslie Kwok - 50 m stylem dowolnym (odpadł w eliminacjach)
- Mark Chay - 100 m stylem dowolnym (odpadł w eliminacjach)
- Mark Chay - 200 m stylem dowolnym (odpadł w eliminacjach)
- Ju Wei Sng - 400 m stylem dowolnym (odpadł w eliminacjach)
- Daniel Liew - 100 m stylem klasycznym (odpadł w eliminacjach)
- Gary Tan - 100 m stylem grzbietowym (odpadł w eliminacjach)
- Gary Tan - 200 m stylem grzbietowym (odpadł w eliminacjach)

Kobiety
- Joscelin Yeo - 100 m stylem dowolnym (odpadła w eliminacjach)
- Christel Bouvron - 400 m stylem dowolnym (odpadła w eliminacjach)
- Joscelin Yeo - 100 m stylem motylkowym (odpadła w eliminacjach)
- Christel Bouvron - 200 m stylem motylkowym (odpadła w eliminacjach)
- Joscelin Yeo - 100 m stylem klasycznym (odpadła w eliminacjach)
- Nicolette Teo - 200 m stylem klasycznym (odpadła w eliminacjach)
- Joscelin Yeo - 200 m stylem zmiennym (odpadła w eliminacjach)

### Strzelectwo
Kobiety
- Shirley Ng - pistolet pneumatyczny 10 m

### Tenis stołowy
Kobiety
- Jing Junhong
- Li Jiawei

### Żeglarstwo
Mężczyźni
- Weam Haw Tan, Seng Leong Koh - klasa 470 (28. miejsce)
- Stanley Tan - klasa Laser